# Акияма Санэюки
Акия́ма Санэю́ки (яп. 秋山 真之 12 апреля 1868, Мацуяма — 4 февраля 1918, Одавара, Канагава) — японский военный деятель, офицер Императорского флота Японии (1890—1917), вице-адмирал. Младший брат Акиямы Ёсифуру.

## Биография

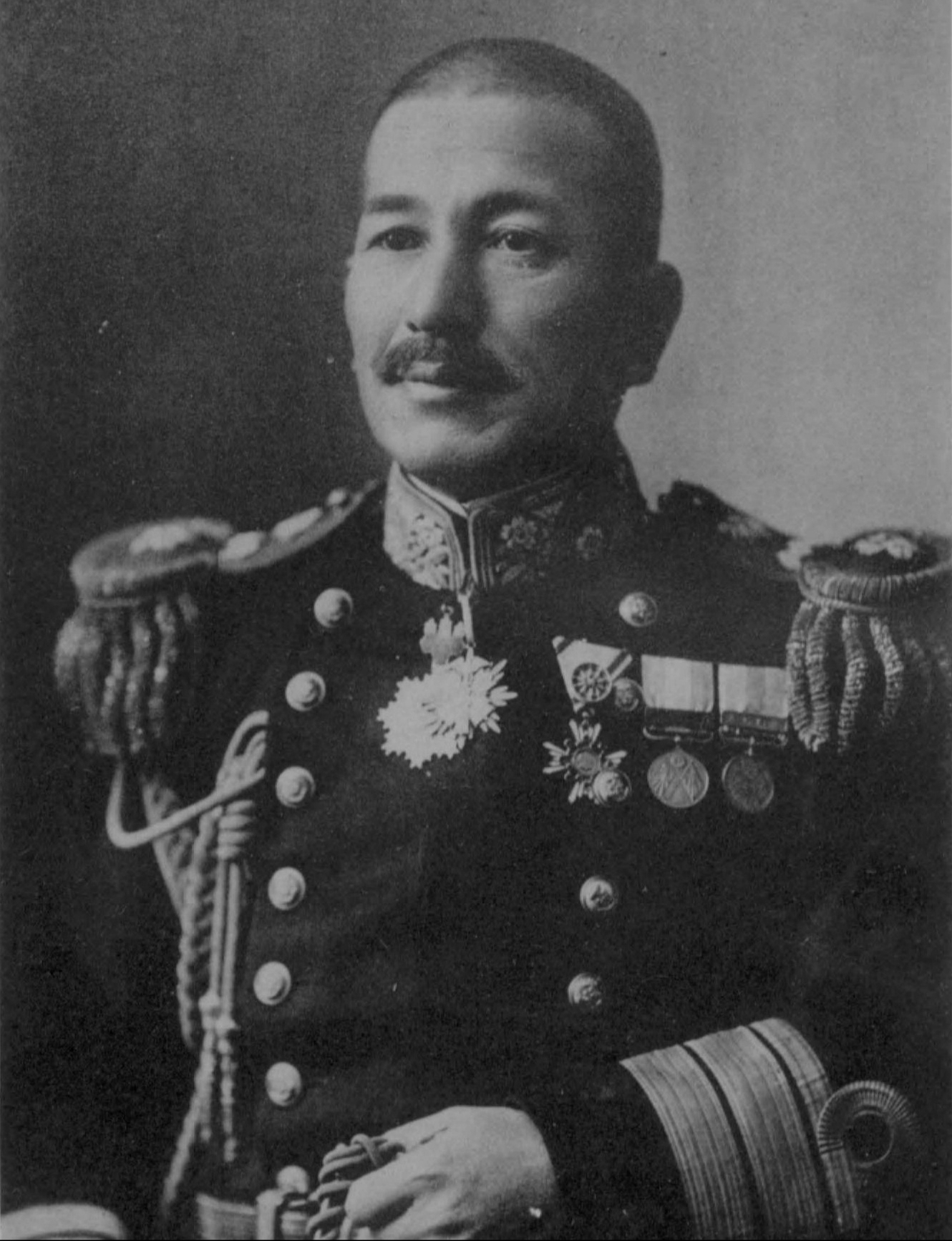
Акияма Санэюки

Акияма Санэюки родился 12 апреля 1868 года в городе Мацуяма княжества Мацуяма провинции Иё. Происходил из самурайского рода, который в средние века занимался пиратством во Внутреннем Японском море.
В 1890 году окончил Академию Императорского флота Японии. Через два года получил звание младшего лейтенанта. Во время японо-китайской войны 1894—1895 годов командовал канонерской лодкой «Цукуси».
В 1897 году выехал в США, где проходил стажировку в местных военно-морских силах. Был военным наблюдателем японского посольства, подробно изучал опыт испано-американской войны и теорию военного искусства. По возвращении в Японию стал преподавателем Академии Императорского флота Японии. Получил признание ведущего специалиста в области стратегии, тактики и методов ведения боевых действий на море. Заложил основы военной науки японских военно-морских сил.
В ходе русско-японской войны 1904—1905 годов был начальником штаба японского флота (яп. 連合艦隊作戦参謀) под командованием Того Хэйхатиро, отвечал за планирование операций. Применив тактические приёмы японских средневековых пиратов, разработал план действий японского флота в Цусимском сражении, которое принесло Японии победу в войне.
С 1914 года работал начальником Военного отдела Министерства Императорского флота Японии. В 1916 году ему было присвоено звание вице-адмирала. Награждён орденом Священного сокровища IV класса, орденом Восходящего солнца II и III степени.
Умер 4 февраля 1918 года. Похоронен на кладбище Аояма в Токио.